# 해리 포터와 혼혈 왕자 (영화)
《해리 포터와 혼혈 왕자》(영어: Harry Potter and the Half-Blood Prince)는 2009년 J. K. 롤링의 동명 소설을 원작으로 하여 만든, 영국과 미국 합작, 판타지 미스터리 스릴러 영화이다. 8부작 중 여섯 번째에 해당하는 작품이며, 데이비드 예이츠가 5탄《불사조 기사단》에 이어 6탄에서도 감독을 맡았다. 감독뿐 아니라 대부분의 제작진이 5탄에서 그대로 유임됐으나 마이클 골든버그가 담당했던 각색 및 각본 부문은 1탄부터 4탄까지 쭉 이 부문을 담당했었던 스티브 클로브스로 다시 교체되었다.

## 줄거리
볼드모트 군단과 불사조 기사단 간의 혈투가 있은 후 시리우스 블랙을 잃은 충격과 슬픔에 잠겨 있는 불사조 기사단과는 반대로 볼드모트 군단은 머글 세계의 영국 런던에서 죽음을 먹는 자들이 활개를 치며 질서를 어지럽힐 정도로 상기된 분위기를 만끽한다. 더불어 드레이코 말포이를 호그와트 내의 첩자로 삼음과 동시에 세베루스 스네이프로부터 말포이의 조력자로 일한다는 맹세를 받아 낸다.
알버스 덤블도어는 한 지하철 역에서 쉬고 있던 해리 포터를 버들리 배버튼 (Budleigh Babberton) 마을로 데리고 가서 죽음을 먹는 자들로부터 몸을 숨기고 있던 호레이스 슬러그혼을 만나 호그와트의 교수로 복직해달라는 제안을 한 뒤, 새 학기 전까지 해리가 안전하게 머물 수 있도록 위즐리 가족의 집으로 데려다주고 사라진다. 위즐리 집에 미리 와 있던 헤르미온느와 론, 해리, 세 명은 함께 다이애건 앨리 (Diagon Alley)에 놀러갔다가 말포이 가족과 벨라트릭스 레스트랭, 그리고 펜리 그레이백이 보진과 버크의 가게 (Borgin & Burkes)에서 어떤 비밀 의식을 치루는 모습을 우연히 목격하고 이들의 행적에 의심을 품는다. 새 학년 새 학기를 맞이하여 호그와트로 향하는 호그와트 직행 열차 안에서 해리는 투명 망토를 사용하여 드레이코를 염탐해 보기도 하지만 그만 들켜 버려 드레이코에게 코뼈가 부러지는 부상을 당하기도 한다.
새 학기 첫날 아침 학교에서 해리와 론은 공강 시간에 복도에 나와 아이들을 구경하며 히히덕거리던 중 맥고나걸 교수에게 꾸중을 듣고서 애초에 수강 신청을 하지 않았던 마법약 수업에 반강제로 출석하게 된다. 스네이프 대신 이번 학기부터 마법약 수업을 다시 맡은 호레이스 슬러그혼 교수는 해리와 론을 반기며 미처 교재를 챙겨 오지 못한 둘에게 캐비넷 안에 있는 여분의 교재를 쓰도록 배려하는데, 해리는 허름한 그 교재 안에 "혼혈 왕자 (Half-Blood Prince)"라는 가명의 학생이 나름 열심히 공부하며 기록한 갖가지 메모들을 보고 흥미를 갖는다. 그 메모들은 심지어 교재 내의 잘못된 설명들을 보정하고, 개인적으로 연구한 여러 노하우들을 포함하였다. 슬러그혼 교수는 첫 수업 시간부터 수강생들에게 과제를 내는데, "살아있는 죽음의 물약 (Draught of Living Death)"을 가장 잘 만든 학생에게 상품으로 행운의 묘약 "펠릭스 펠리시스 (Felix Felicis)"를 주기로 한다. 모든 학생들이 그 약을 만드는 데에 고생하는 것과 달리 해리는 교재 그대로 약을 제조하지 않고 대신 혼혈 왕자가 메모한 내용대로 제조한 덕분에 아주 수월하게 과제를 마치게 되고 슬러그혼 교수로부터 펠릭스 펠리시스를 받는다.
교장실로 해리를 부른 덤블도어 교장은 새 학기 생활에 대해 안부를 물은 뒤 자신이 보육원에서 톰 마볼로 리들을 처음 만난 순간의 기억을 펜시브로 보여 준다. 당시 어린 아이였던 톰 리들은 자신의 정체성에 대해 혼란을 겪는 중이었는데, 덤블도어는 그를 타이르며 호그와트에 입학시켰다. 한편 톰이 호그와트에서 생활하던 당시 슬러그혼 교수가 그와 친했는데, 해리는 덤블도어에게 이 이야기를 들으며 이번 기회에 그에게 가까이 접근하여 우리가 필요로 하는 정보를 캘 수 있도록 준비하라는 지시를 받는다.

## 출연진
| 배우                | 등장인물              |
| ------------------- | --------------------- |
| 다니엘 래드클리프   | 해리 포터             |
| 루퍼트 그린트       | 론 위즐리             |
| 엠마 왓슨           | 헤르미온느 그레인저   |
| 마이클 갬본         | 알버스 덤블도어       |
| 짐 브로드벤트       | 호레이스 슬러그혼     |
| 앨런 릭먼           | 세베루스 스네이프     |
| 매기 스미스         | 미네르바 맥고나걸     |
| 로비 콜트레인       | 루베우스 해그리드     |
| 헬레나 보넘 카터    | 벨라트릭스 레스트랭   |
| 데이브 레제노       | 펜리 그레이백         |
| 티머시 스폴         | 피터 페티그루         |
| 데이비드 슐리스     | 리무스 루핀           |
| 내털리 테나         | 님파도라 통스         |
| 마크 윌리엄스       | 아서 위즐리           |
| 줄리 월터스         | 몰리 위즐리           |
| 제임스 펠프스       | 프레드 위즐리         |
| 올리버 펠프스       | 조지 위즐리           |
| 보니 라이트         | 지니 위즐리           |
| 프레디 스트로마     | 코맥 맥클라건         |
| 조지나 레오나이더스 | 케이티 벨             |
| 제시 케이브         | 라벤더 브라운         |
| 데번 머리           | 시무스 피니간         |
| 알피 에녹           | 딘 토마스             |
| 톰 펠튼             | 드레이코 말포이       |
| 제이미 웨이렛       | 빈센트 크레이브       |
| 조시 허드먼         | 그레고리 고일         |
| 스칼릿 번           | 팬시 파킨슨           |
| 이반나 린치         | 루나 러브굿           |
| 히어로 파인스티핀   | 톰 마볼로 리들 (11세) |
| 프랭크 딜레인       | 톰 마볼로 리들 (16세) |
| 헬렌 매크로리       | 나시사 말포이         |
| 제마 존스           | 포피 폼프리           |
| 데이비드 브래들리   | 아거스 필치           |

## 한국판 성우진
해리포터-김영선
론 위즐리-박성태
헤르미온느 그레인저-이선영
알버스 덤블도어-장승길
미네르바 맥고나걸-임수아
세베루스 스네이프-박지훈
호레이스 슬러그혼-장광
프레드/조지 위즐리-김장
드레이코 말포이-신용우
지니 위즐리-이용신
루베우스 해그리드-유해무
플리트윅 교수, 아서 위즐리, 해설-정승욱
톰 리들, 시무스 피니간-최승훈
벨라트릭스 레스트랭-조진숙
나시사 말포이, 님파도라 통스-안경진
네빌 롱바텀-최지훈
코맥-김기흥
아구스 필치, 펜리 그레이백-김준
몰리 위즐리-박은숙